# John Iversen
John Iversen (født 4. januar 1954 i Grindsted) er uddannet folkeskolelærer og kendt som en dansk politiker, der har repræsenteret først Socialistisk Folkeparti og fra 1996 Socialdemokraterne i Europa-Parlamentet.

## Perioder i parlamentet
Iversen var medlem af EF-Parlamentet i 1985-1994 og i 1996-1999. Han blev første suppleant ved valgene i 1984, 1994 og 1999, mens han blev valgt som ordinært medlem i 1989.
I 1984 blev Iversen første suppleant for SF's Bodil Boserup. Den 1. januar 1985 meldte Grønland sig ud at EF, og Iversen overtog den ledige plads efter Finn Lynge fra Siumut.
I 1989 genopstillede Bodil Boserup ikke, og Iversen blev valgt som hendes afløser. 
I 1994 blev Lilli Gyldenkilde valgt som SF's medlem af parlamentet, mens Iversen måtte nøjes med at blive første suppleant. Den 14. januar 1996 trådte Gyldenkilde tilbage på grund af sygdom, og dagen efter overtog Iversen pladsen. Allerede den 1. oktober 1996 skiftede Iversen parti fra SF til Socialdemokratiet, angiveligt fordi han havde erfaret, at "EU godt kunne bruges til noget".  Trods kritik fra sit gamle parti beholdt Iversen sit sæde i parlamentet. Dermed havde SF ingen repræsentant i parlamentet fra oktober 1996 til juni 1999.
I 1999 opstillede Iversen for Socialdemokaterne. Helle Thorning-Schmidt fik 38 flere personlige stemmer end Iversen. Derved fik Thorning-Schmidt Socialdemokratiets tredje og sidste mandat, mens Iversen igen blev første suppleant.

## Diætsagen
John Iversen kom i den europæiske presses søgelys i den såkaldte diætsag i oktober 1996. Den britiske tv-station ITV afslørede med skjult kamera, at Iversen i lighed med en række kolleger havde skrevet sig på deltagerlisten til et møde og derfor modtog en diæt på 1600 kr., selv om han ikke deltog i mødet, men i stedet umiddelbart efter forlod Bruxelles for at tage flyet til Danmark. Iversen har selv betegnet sagen som "sit livs fejltagelse.

## Talsmand for Ritt Bjerregaard
I parlamentet var Iversen bl.a. næstformand for miljøudvalget. Efter sin parlamentariske karriere blev han pressetalsmand for EU-kommissær Ritt Bjerregaard og senere assisterende pressechef for Socialdemokraterne. I 2001 stillede han op til Folketinget for Socialdemokraterne i Aalborg Vestkredsen – dog uden at blive valgt.

## Ledende partifunktionær
I 2004 var Iversen leder af den socialdemokratiske valgkamp, der bl.a. sikrede Poul Nyrup Rasmussen et "kanonvalg" ved valget til Europaparlamentet.  Herefter var han indtil 2011 ansat i partiets pressetjeneste på Christiansborg. Efter valget i 2011 tiltrådte han en stilling i et rådgivende firma. 